# Gareth Jones (dziennikarz)

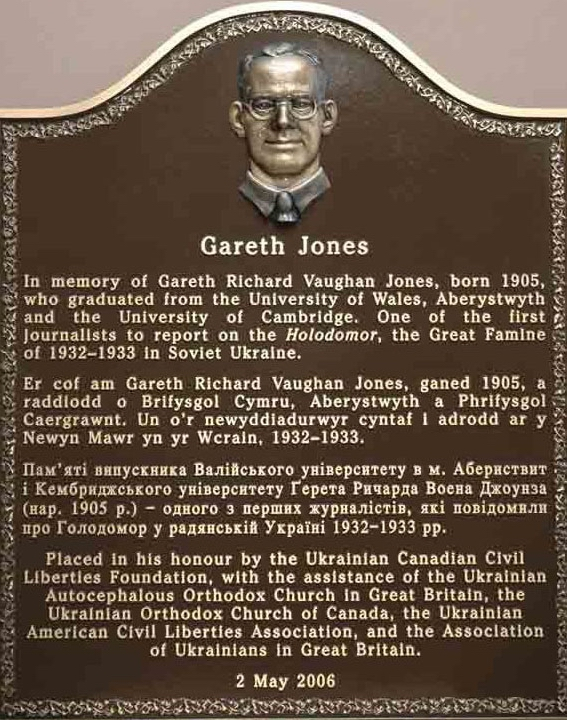
Tablica na Uniwersytecie w Aberystwyth poświęcona Garethowi Jonesowi

Gareth Richard Vaughan Jones (ur. 13 sierpnia 1905 w Barry, zm. 12 sierpnia 1935 w Mandżukuo) – walijski dziennikarz, który informował o wielkim głodzie na Ukrainie oraz relacjonował wydarzenia w Niemczech w czasie dojścia do władzy Adolfa Hitlera.
Był jednym z nielicznych obcokrajowców, którzy byli bezpośrednimi obserwatorami głodu, który pochłonął według różnych szacunków od 3 do 10 milionów ofiar. Polemizował z wpływowym dziennikarzem Walterem Durantym, korespondentem „New York Timesa” w Moskwie w latach 1922–1936 i laureatem Nagrody Pulitzera w 1932 za serię reportaży o ZSRR, wychwalających postępy komunizmu.

## Życiorys
Ukończył Kolegium Trójcy Świętej w Cambridge. W 1933 na własny koszt przybył do Moskwy, gdzie, lekceważąc zakaz podróży, wsiadł 7 marca do pociągu do Charkowa, po czym wysiadł na przypadkowej stacyjce i z plecakiem pełnym żywności rozpoczął pieszą wędrówkę po wsiach Ukrainy, gdzie zastał „głód na kolosalną skalę”. Wszędzie, gdzie przybył, słyszał takie same wieści: „Wszyscy spuchli z głodu” i „Czekamy na śmierć”. Spał na klepiskach obok umierających dzieci i relacjonował swoje obserwacje. Duranty robił wszystko, co mógł, by podważyć rzetelne relacje walijskiego dziennikarza, które określał „panikarskimi plotkami”. Powszechny głód nazywał „częstymi zachorowaniami, wywoływanymi niedożywieniem”. Dziś raporty Duranty'ego uważane są za niemiarodajne i bezkrytyczne wobec sowieckiego reżimu i będące elementem stalinowskiej propagandy.
Do czerwca 1933 Jones odwiedził trzykrotnie ZSRR i opublikował wiele artykułów w brytyjskich i amerykańskich czasopismach. W sierpniu 1933 w Gdańsku spotkał się z niemieckim konsulem w Charkowie, który wyraził uznanie dla jego działalności reporterskiej i przyznał, że sytuacja jest znacznie gorsza, niż to opisywał Jones, a na Ukrainie umierają miliony osób.
Sowiecki komisarz spraw zagranicznych Maksym Litwinow (z którym wcześniej w Moskwie Jones przeprowadził wywiad) oskarżył go o szpiegostwo i w osobistym liście do premiera Wielkiej Brytanii Lloyda George’a poinformował o dożywotnim zakazie wjazdu Jonesa na terytorium ZSRR.
Oprócz przekazów Jonesa jedynymi rzetelnymi informacjami w języku angielskim były relacje kanadyjskiej dziennikarki Rhei Clyman w Toronto Evening Telegram oraz Malcolma Muggeridge'a w Manchester Guardian. Muggeridge wyraził opinię, że głód na Ukrainie był „jedną z najpotworniejszych zbrodni w dziejach, tak okropną, że ludzie w przyszłości z trudem dadzą wiarę, iż do niej doszło”.
Gareth Jones odwiedził też Niemcy w czasie przejmowania władzy przez Adolfa Hitlera. 25 lutego 1933 leciał z Hitlerem z Berlina do Frankfurtu jako pierwszy dziennikarz na pokładzie samolotu nowego kanclerza Niemiec. Napisał wówczas, że „jeżeli ta maszyna się rozbije, cała historia Europy pobiegnie innym torem”. Przeczytał Mein Kampf i był świadomy planów Hitlera dotyczących dominacji niemieckiej, kolonizacji Europy Wschodniej i eliminacji Żydów. Będąc świadkiem reakcji Niemców na przywódcę w Berlinie i na wiecu we Frankfurcie, poczuł moc „czystego, prymitywnego kultu”.
W 1935 roku Jones udał się do Mandżukuo, by przyjrzeć się sowiecko-japońskim stosunkom na tym spornym terenie. Trafnie uznał ten obszar za widownię światowego konfliktu między „faszyzmem” i „antyfaszyzmem”. W niejasnych okolicznościach został tam uprowadzony przez bandytów i zamordowany. Istnieją poszlaki, że w zabójstwo dziennikarza zamieszane było NKWD.

## Upamiętnienie
- Agnieszka Holland nakręciła o nim film fabularny pt. Obywatel Jones (2019). Światowa premiera filmu miała miejsce 10 lutego 2019 w konkursie głównym na 69. MFF w Berlinie. Obraz zdobył nagrodę główną Złote Lwy na 44. FPFF w Gdyni i wszedł na ekrany polskich kin 25 października 2019[8].
- Mirosław Wlekły dzięki współpracy z twórcami filmu Obywatel Jones napisał o nim książkę pt. Gareth Jones. Człowiek, który wiedział za  dużo[9][10].

## Odznaczenia
- Order „Za zasługi” III klasy, pośmiertnie (Ukraina, 2008)[11]